# لیگ نکست۱
لیگ نکست۱ (انگلیسی: LIG Nex1) شرکت صنایع جنگ‌افزاری کره‌ای است، که در سال ۱۹۷۶ تأسیس شد.